# خبز الذرة
خبز الذرة (بالإنجليزية: Cornbread)‏ هو خبز سريع مصنوع من دقيق الذرة ، مرتبط بمطبخ جنوب الولايات المتحدة ، مع أصول في المطبخ الأمريكي الأصلي . إنه مثال على عجينة خبز . الزلابية والفطائر المصنوعة من دقيق الذرة المطحون ناعماً هي من الأطعمة الأساسية لشعب هوبي في أريزونا. يطلق شعب هيداتسا في الغرب الأوسط الأعلى على خبز الذرة المخبوز ناكتسي. تُثري قبائل شيروكي وسينيكا الخليط الأساسي بإضافة الكستناء وبذور عباد الشمس والتفاح أو التوت وأحيانًا الجمع بين الفاصوليا أو البطاطس مع دقيق الذرة. عادة ما يتم تخمير الإصدارات الحديثة من خبز الذرة بواسطة مسحوق الخبز .

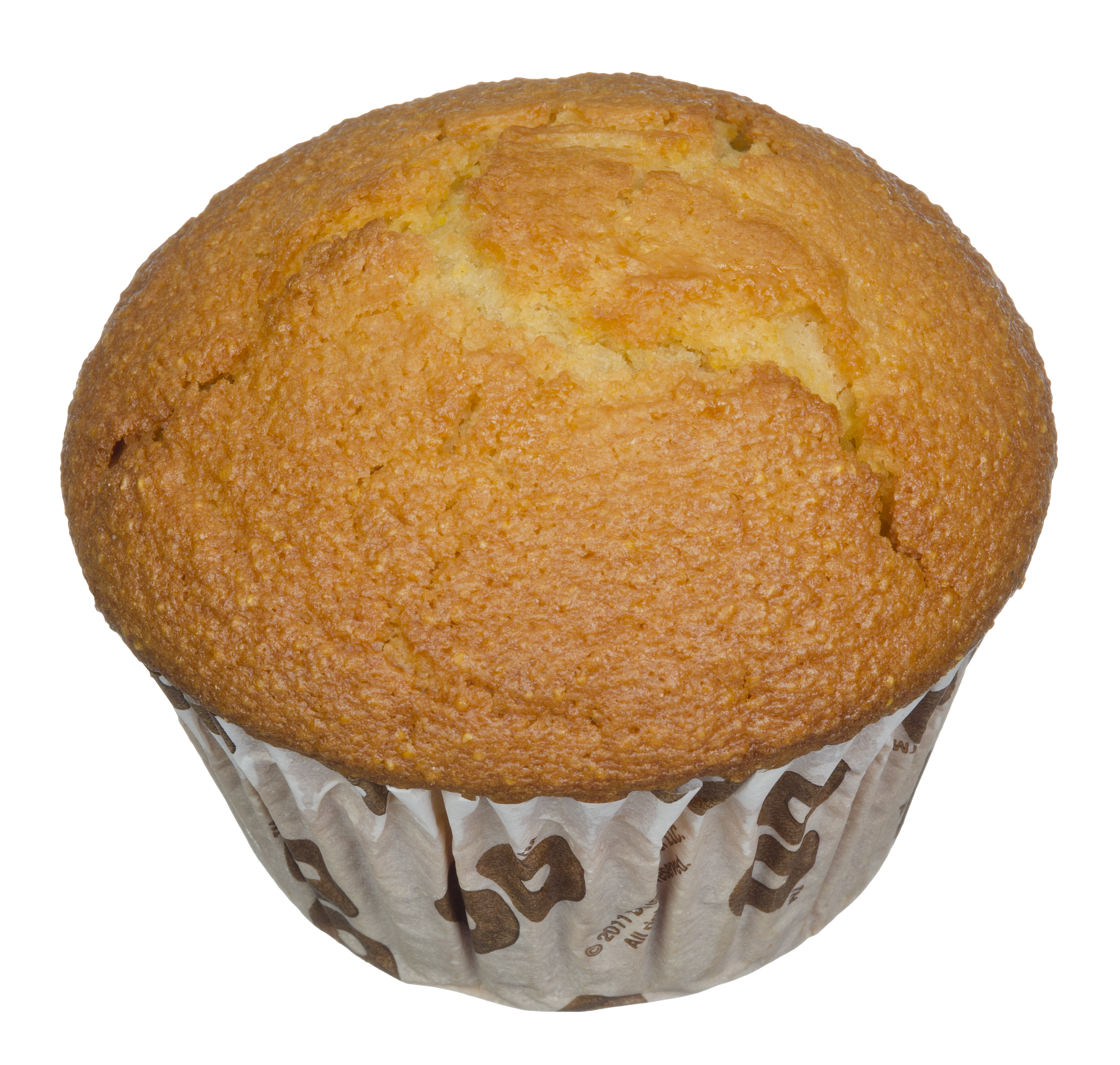
خبز الذرة ، محضر ككعك مافن

بدأ السكان الأصليون في الأمريكتين باستخدام الذرة ( الذرة ) والذرة المطحونة كغذاء لآلاف السنين  قبل وصول الأوروبيين إلى العالم الجديد. تم تدجين الذرة لأول مرة في المكسيك منذ حوالي ستة آلاف عام ، وتم إدخال الذرة إلى ما يعرف الآن بالولايات المتحدة منذ ما بين ثلاثة آلاف وألف عام. طور الطهاة الأصليون عددًا من الوصفات القائمة على الذرة ، بما في ذلك خبز الذرة ، والتي تم تبنيها لاحقًا من قبل المستوطنين الأوروبيين والأفارقة المستعبدين - خاصة أولئك الذين عاشوا في المستعمرات الجنوبية. بصرف النظر عن تناول الذرة كما هي ، قام السكان الأصليون أيضًا بخلط حبات الذرة مع الغسول لإنتاج عصيدة الذرة من خلال عملية قديمة تسمى النيكستماليزيشن . ثم تم طحن كل من الذرة الشامية وغير المصنعة بدرجات متفاوتة لصنع أطباق مثل سوفكي (حساء أو مشروب من الذرة) والحصى أو لصنع دقيق الذرة . في كثير من الأحيان ، كان دقيق الذرة ، ولا يزال ، يستخدم لصنع أنواع مختلفة من خبز الذرة ، مثل الذرة أو الرماد ، والتاماليس ، والأريباس ، والتُّرتية . في المقابل ، تميل دقيق الذرة إلى أن تكون أكثر خشونة من دقيق الذرة ويتم إنتاجها عن طريق طحن حبوب الذرة النيئة الجافة. إلى جانب خبز الذرة ، استخدم السكان الأصليون أيضًا دقيق الذرة وشجر الذرة لصنع الحبيبات والمشروبات الكحولية ، مثل تشيتشا الأنديز.